# 柚木彩見
柚木 彩見（ゆずき あやみ、1991年12月7日 - ）は、日本の女優、タレント、プロデューサー。映画、舞台、ドラマを中心に活躍している。愛称は、あやみん・ゆずちゃんなど。
千葉県市原市出身。Takujiクリエイト所属。身長158cm。

## 略歴
- 2011年フリーで活動開始し、映画『ハードライフ〜紫の青春・恋と喧嘩と特効服』でデビュー。
- 2013年8月にオーディションをきっかけにオフィス彩に所属。
- 女優業のほかにグラビア活動にも力を入れ始め、ミスアクション2014ファイナリスト・ミスFLASH2015セミファイナリスト[1]・FLASHグラビア争奪バトル#5 ファイナリスト[2]などになる。
- 2015年1月、オフィス彩からDual productionに移籍する。
- 2024年1月1日、俳優で舞台美術家のカンフミトとの結婚を報告[3]。10月19日に挙式・披露宴[4]。
- 2025年8月9日、第1子妊娠を報告[3]。

### 受賞歴
- テレビ大阪 『走改☆車楽』[5]グランプリ
- マイスマTV 『週プレの扉』グランプリ[6]
- とちぎテレビ『carXs』ウィズガール グランプリ

## 人物
- 家族構成は、母親、兄がおり、父親、義理母、弟が4人、妹という7人兄弟の長女である。普段から弟妹と生活をしており、周りからは『姉ドル』と呼ばれている。
- 趣味は音楽鑑賞・舞台観劇・食べること・ゴルフである。よく観劇ブログや旅行ブログなども更新している。
- 特技はスキー・指の第一関節が柔らかい・水泳・瞬きをしない・Y字バランスである。
- 所持資格はガスの溶接・火気監視人・日商簿記3級・普通自動車運転免許・中型二輪免許・乗馬ライセンス5級である。現役のガテン系として、現場仕事などもしている。
- 本人も公言しており、大のKinKi Kids、いきものがかりのファンでファンクラブにも入っている。

- 好きな洋服のブランドはLIZ LISAである。
- ブログ記事やSNS上で挨拶として『おはやみん』という言葉を使っている。

## 出演

### 映画
- ハードライフ～紫の青春・恋と喧嘩と特攻服～（2011年5月21日、マジカル、関顕嗣監督） - アケミ 役 [7]
- 私の叔父さん（2012年3月3日、マジカル、細野辰興監督） - 北野香織 役
- 夕の江の街に（2012年6月2日、マジカル、星野義幸監督） - 主演・やまと 役[8]
- グッモーエビアン!（2012年12月15日、ショウゲート、山本透監督） - 安藤先生 役
- マダム・マーマレードの異常な謎（2013年11月22日、テレビ東京、中村義洋・鶴田法男・上田大樹監督） - 看護師 役[要出典]

- フタリデツクル（2014年2月18日、佐々木友紀監督） - あけみ 役
- Z～ゼット～果てなき希望（2014年7月26日、エスピーオー、鶴田法男監督） - お洒落Z 役
- 恋するヴァンパイア（2015年4月17日、ファントム・フィルム、鈴木舞監督）[9]
- シン・ゴジラ（2016年7月29日、東宝、樋口真嗣監督） - 女性 役[10]
- 相棒 -劇場版IV- 首都クライシス 人質は50万人! 特命係 最後の決断版（2017年2月11日、東映、橋本一監督）
- 命どぅ宝～オジィの三線～（2018年6月5日、さい鹿秀吉監督） - アヤ 役
- 検察側の罪人（2018年8月24日、東宝、原田眞人監督） - 遺族 役

### 舞台
- 世界一早いクリスマス（2012年12月26日 - 27日、東京都・下北沢 東演パラータ） - ふゆみ 役
- ロミオとジュリエットの喜劇!?（2013年7月26日 - 28日、東京都・曳舟文化センター 大ホール） - 西沢瞳 役/美人 役
- COOL FISH（2013年10月24日 - 27日、東京都・シアター風姿花伝） - 島田佳恵 役
- オズの魔法使い・月蝕版（2014年2月7日 - 11日、東京都・ザムザ阿佐ヶ谷） - ナース 役[11]
- 家出のすすめ -草迷宮・サード篇-（2014年2月13日 - 17日、東京都・ザムザ阿佐ヶ谷） - スケバン 役/娼婦 役
- PRIDE（2014年8月13日 - 18日、東京都・両国 エアースタジオ） - 麻美 役
- 新選組外伝 〜馳せし蒼へ響き渡れ〜（2015年2月3日 - 10日、東京都・明石スタジオ） - うめ 役
- LOOP THE LOOP 飽食の館〜閉ざされた心〜（2015年5月27日 - 31日、東京都・ウエストエンドスタジオ） - ヒロイン・藤崎夏梨 役
- Dear Kir（2016年6月15日 - 19日、東京都・新宿シアターモリエール） - 神崎美麗 役　※初プロデュース作品
- 真白き富士の気高さを（2017年11月22日 - 26日、東京都・新宿 スターフィールド劇場） - 主演・永田里佳子 役
- みんな仲良く（2018年6月29日 - 7月1日、埼玉県・彩の国さいたま芸術劇場 小ホール） - 村人 役
- 七夕飾りに願かけて（2018年7月18日 - 22日、東京都・八幡山ワーサルシアター） - ヒロイン・大島涼子 役
- 聖この夜～クリスマスツリーの奇跡～（2018年12月19日 - 23日、東京都・八幡山ワーサルシアター） - 主演・浅野聖子 役
- The Great Gatsby In Tokyo（2019年3月13日 - 17日、東京都・DDD青山クロスシアター） - アシュリー 役
- KAIJIN20?～新・怪人二十面相～（2019年5月22日 - 26日、東京都・新宿村LIVE） - 女A 役
- 続・雷神とリーマン（2019年7月4日 - 7月7日、東京都・すみだパークスタジオ） - チカコ 役
- 未来へつむぐ（2019年11月2日 - 3日、東京都・目黒区中小企業センターホール） - 主演・笹木美和 役

### ミュージカル
- GO,JET!GO!GO! vol.2〜浮気なJETのパレットキャット〜（2014年5月24日 - 31日、東京都・Aqua studio） - 美月 役
- GO,JET!GO!GO! vol.2〜浮気なJETのパレットキャット〜（2014年7月19日 - 26日、東京都・Aqua studio） - 美月 役
- GO,JET!GO!GO! vol.5〜涙のドライマティーニ　ガールズにライバル出現!?～（2015年8月15日 - 23日、東京都・Aqua studio） - 美月 役
- ORCHESTRA（2018年2月1日 - 26日、東京都・八幡山ワーサルシアター） - ヒロイン・お姫様 役
- 柿-KAKI-（2018年4月3日 - 8日、東京都・八幡山ワーサルシアター） - ヒロイン・カカ 役
- 星の王子さま（2018年9月4日 - 9日、東京都・八幡山ワーサルシアター） - 自惚れや 役
- プラチナハーツ（2018年10月7日 - 14日、東京都・八幡山ワーサルシアター） - 主演・イミリ－ 役
- GO,JET!GO!GO! vol.6〜追憶のブルージーン・クリスマス～（2018年11月29日 - 12月9日、東京都・A-Garege） - 美月 役
- GO,JET!GO!GO! vol.7～そんなヒロシに騙されて～（2019年4月12日 - 21日、東京都・A-Garege） - ヒロイン・美月 役

### ドラマ
- 昼顔〜平日午後3時の恋人たち〜 第2話（2014年、フジテレビ）
- デスノート 第6話（2015年、日本テレビ）
- 人は見た目が100パーセント 第9話（2017年、フジテレビ）
- 下北沢ダイハード 第6話「未来から来た男」（2017年、テレビ東京） - お客さん 役
- 高嶺と花（2019年、FOD）
- グッド・ワイフ（2019年、TBS）
- 歌舞伎町弁護人 凜花 第6話・第11話（2019年、BSテレビ東京） - 婦人警官 役

### バラエティ番組
- 走改☆車楽（テレビ大阪） - レギュラーMC
- 中居正広の金曜日のスマイルたちへ（TBS） - 赤服レギュラー
- carXs（とちぎテレビ） - レギュラー
- 痛快TV スカッとジャパン（フジテレビ）
- アド街ック天国（テレビ東京系列）
- 全力坂（2016年12月、テレビ朝日）

### インターネット配信
- オンナの噂研究所（BeeTV）
- 週プレの扉（マイスマTV） - レギュラー
- インカメ★アイドル（マイスマTV） - レギュラー
- 銭湯に行こう！（マイスマTV）

### オリジナルビデオ
- 洒落にならない死ぬほど怖い話（2014年、LILY FILM/プライムウェーブ） - 花梨 役
- 午前零時の恐怖劇場（2015年、LILY FILM/プライムウェーブ）
- ひきこさん VS 貞子（2015年） - 大島あやこ 役
- 日経ビデオ『ワーク・ライフ・バランス　仕事と介護の両立のために』ドラマ編（2016年）

### イメージビデオ
- モテ期の晩餐 グラドル編 柚木彩見（2017年12月22日、FANTASTICA）

### 雑誌
- チャンプロード
- FLASH
- 漫画アクション
- EX MAX
- EX MAX Special 80
- GALS PARADISE 東京オートサロン2016特集号
- JACLA ポケット MAGAZINE

### CM
- ディズニー ワンス・ア・ポン・ア・タイム（2014年）
- サントリーBOSS（2015年）
- KIRIN ウナギ編（2019年）
- ユーキャン 北九州地区限定（2019年）
- 資生堂（2019年）
- アコム 入社式編（2019年）

### その他
- 千葉発3人組ガルズユニット『月虹-MOON BOW-』（2012年4月 - 10月） - リーダー
- グラドルツインユニット『colorer〜クロレ〜』（2015年11月 - ） - 赤担当
- スーパー耐久レース・月虹 ワンマンLIVE・千葉都市モノレール 新車イベント
- WALLOP 生放送・ニコニコ生放送 - レギュラー
- ウィズコーポレーショングループ2016イメージガール（2016年）
- 東京オートサロン（2016年）
- Dining&Bar JiPan'（ジパング）（2016年） - 一日店長

- 2014年恵秀会着物着付けコンテスト ベストドレッサー賞受賞
- 自民党三鷹総支部主催『ふるさと三鷹わくわくday』（2016年） - ボビー・オロゴンとのトークショー